# باس کوتو
باس کوتو (به لاتین: Basse-Kotto) یک منطقهٔ مسکونی در جمهوری آفریقای مرکزی است که در جمهوری آفریقای مرکزی واقع شده‌است. باس کوتو ۱۷٬۶۰۴ کیلومتر مربع مساحت و ۲۴۹٬۱۵۰ نفر جمعیت دارد.